# Anne Kremer
Anne Kremer (født 17. oktober 1975 i Luxembourg) er en kvindelig tennisspiller fra Luxembourg. Anne Kremer startede sin karriere i 1992.
29. juli 2002 opnåede Anne Kremer sin højeste WTA single rangering på verdensranglisten som nummer 18.